# آرتور دیویس (ژیمناست)
آرتور دیویس (به انگلیسی: Arthur Davis) (زادهٔ ۲۹ دسامبر ۱۹۷۴) ژیمناست اهل کشور ایالات متحده آمریکا است.